# Horná Ždaňa
Horná Ždaňa este o comună slovacă, aflată în districtul Žiar nad Hronom din regiunea Banská Bystrica. Localitatea se află la altitudinea de 262 m deasupra n.m., se întinde pe o suprafață de 16,27 km2 și în 2017 număra 554 de locuitori.

## Istoric
Localitatea Horná Ždaňa este atestată documentar din 1391.

## Demografie
| An:                | 1994 | 2004   | 2014   | 2024   |
| ------------------ | ---- | ------ | ------ | ------ |
| Număr de persoane: | 510  | 542    | 553    | 528    |
| Diferență:         |      | +6,27% | +2,02% | −4,52% |

| An:                | 2023 | 2024   |
| ------------------ | ---- | ------ |
| Număr de persoane: | 535  | 528    |
| Diferență:         |      | −1,30% |